# Margaret Fountaine
Pour les articles homonymes, voir Fountaine.
Margaret Elizabeth Fountaine (16 mai 1862 - 21 avril 1940) est une entomologiste, lépidoptériste, illustratrice scientifique et diariste britannique. Elle collecte des papillons dans une soixantaine de pays pendant cinquante ans et est connue comme experte des papillons tropicaux. Elle organise elle-même sa collection, compile des descriptions et peint des dessins de papillons qu'elle envoie aux périodiques entomologiques.

## Biographie
Margaret Fountaine naît à Norwich, aînée des sept enfants du pasteur anglican John Fountaine, alors en poste à South Acre, Norfolk, et de son épouse, Mary Isabella Lee. Elle est baptisée le 30 septembre 1862. Son père meurt en 1877, et la famille s'installe à Eaton Grange à Norwich. Elle est éduquée à domicile. Elle tient un journal intime de 1878 jusqu'à sa mort en 1940.

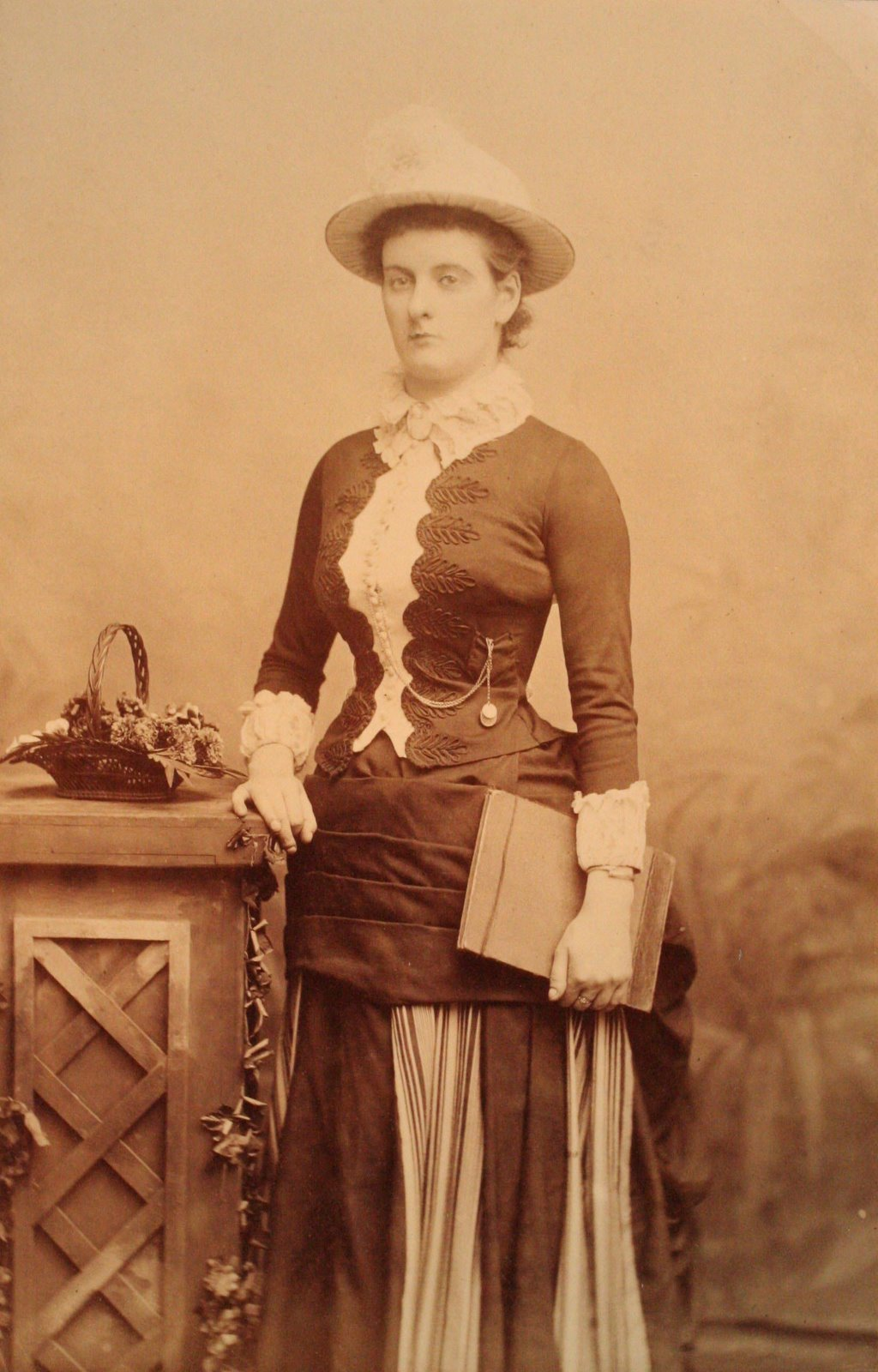
Margaret Fountaine en 1886

À 27 ans, Fountaine hérite de son oncle et devient financièrement indépendante. Elle voyage en France et en Suisse avec sa sœur en s'appuyant sur le Tourist Handbook de Thomas Cook. C'est à cette époque qu'elle s'intéresse à l'entomologie et qu'elle commence à utiliser le nom linnéen plutôt que les noms communs pour désigner les papillons dans son journal. De retour en Angleterre, à l'hiver 1895, elle visite le domaine d'Henry John Elwes, ancien vice-président de la Royal Horticultural Society et membre de la Royal Society, possédant la plus grande collection anglaise privée de papillons.
Elle se lance alors dans des voyages avec des ambitions entomologiques déclarées et publie son premier texte scientifique dans The Entomologist en 1897. Dans l'article, elle expose ses connaissances sur les habitats locaux et les variétés de papillons de l'île. Son article est discuté dans les numéros suivants de The Entomologist. La même année, plusieurs de ses spécimens sont inclus dans les collections du musée d'histoire naturelle de Londres.
Cette première expédition et sa publication assoit sa réputation et lui permet de nouer des relations professionnelles avec des lépidoptéristes du département d'histoire naturelle du musée. En 1898, elle voyage à Trieste, rencontre des entomologistes en Hongrie, en Autriche et en Allemagne et publie son deuxième article dans The Entomologist, sur la variation des espèces. En 1899, elle part en expédition dans les Alpes françaises, où elle rencontre Henry John Elwes, dont elle utilise l'ouvrage de référence sur les papillons européens. Fountaine collecte des chenilles qu'elle élève pour produire des spécimens de papillons adultes. Dans des articles ultérieurs dans The Entomologist, elle écrit sur les plantes alimentaires, les plantes hôtes et les conditions environnementales nécessaires pour obtenir des spécimens de papillons parfaits.
Elle est élue membre de la Royal Entomological Society en 1898 et participe aux réunions. Dans ses journaux intimes, elle relève qu'elle est la seule femme membre. Au cours de l'été 1900, elle collecte des papillons avec Elwes en Grèce et ils publient un compte rendu de leurs découvertes dans The Entomologist. Elle coopère avec Elwes pour son exposition sur les lépidoptères grecs.
En 1901, elle réalise une expédition en Syrie et en Palestine, qui aboutit à une publication dans The Entomologist. En 1903, elle fait une expédition en Asie Mineure et revient à Constantinople avec près de 1 000 papillons. En 1904 et 1905, elle participe à des expéditions scientifiques en Afrique du Sud et en Rhodésie. Elle donne une conférence au club naturaliste de Kingston, en Jamaïque, sur les chenilles.
Elle assiste au deuxième congrès international d'entomologie à Oxford en 1912, et Edward Poulton, président de la Linnean Society, l'invite à rejoindre la  la société. Les femmes ne sont acceptées comme fellows qu'en 1903, les premières membres sont élues en 1904.
Elle meurt d'un infarctus au cours d'une expédition à Trinité, et elle est inhumée au cimetière Woodbrook de Port-d'Espagne.

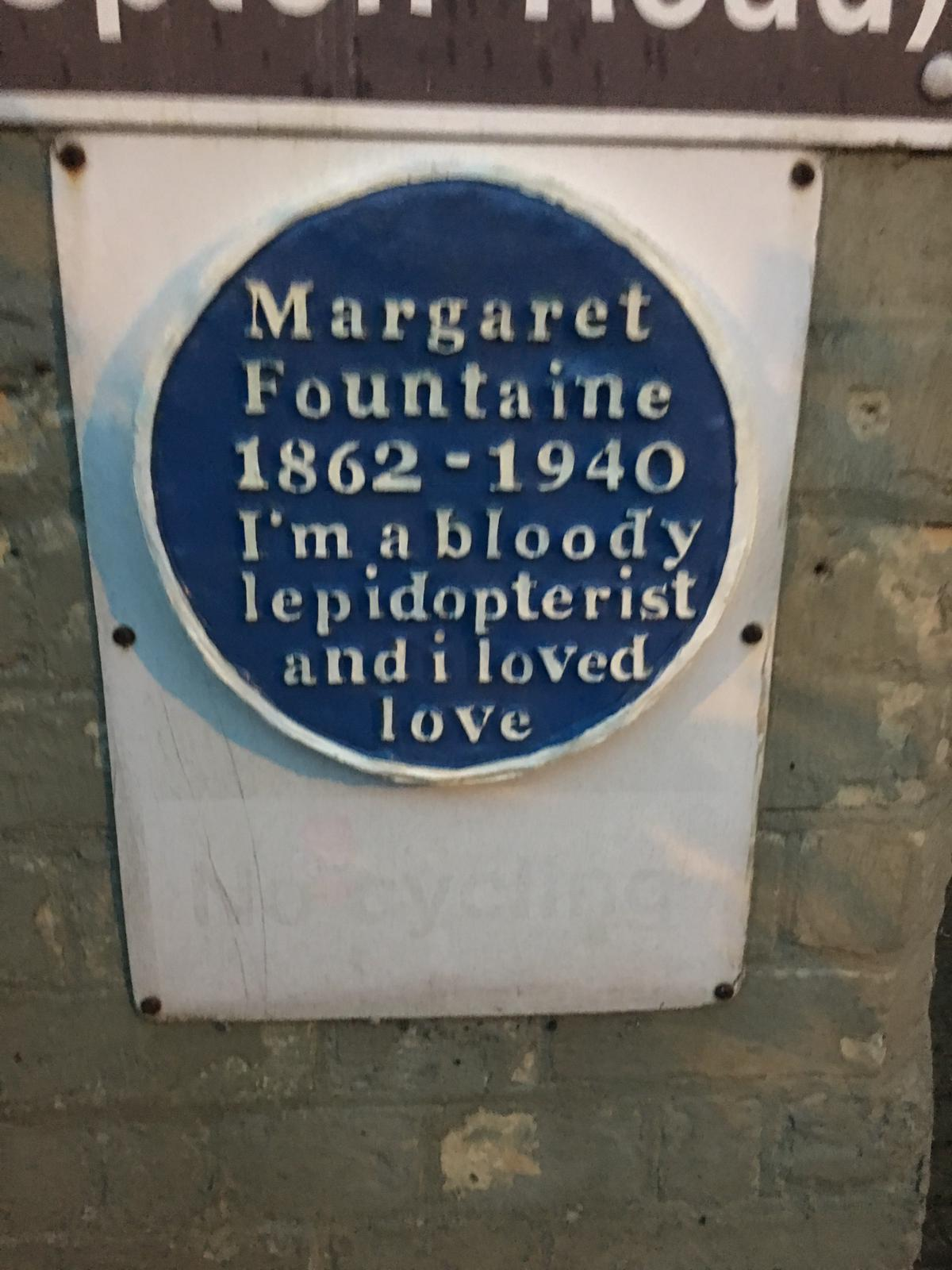
Blue plaque officieuse de Norwich commémorant Margaret Fountaine

## Postérité
Après sa mort, son talent littéraire et artistique pour le dessin de papillons est devenu plus largement connu. Elle laisse une importante collection d'aquarelles scientifiquement exactes au musée d'histoire naturelle de Londres,.
Elle lègue sa collection de papillons, une boîte et dix vitrines contenant plus de 22 000 spécimens au musée de Château de Norwich en demandant que la collection ne devienne publique que trente-huit ans après sa mort.
Les papillons Fountainea et Odonata Ischnura Fountainei sont nommés en son honneur.
Le musée d'histoire naturelles de Londres présente en 2019 une exposition des illustrations de Fountaine sur la flore et la faune africaines, Expeditions and Endeavours. Ses illustrations sont présentes dans la publication Women Artists: Images of Nature d'Andrea Hart (2014),.

## Édition posthume du journal intime de Fountaine
Le journal intime de Fountaine représente un manuscrit de douze volumes. W.F. Cater, rédacteur en chef adjoint du Sunday Times les édite en deux tomes, sous les titres Love Among the Butterflies et Butterflies et Late Loves, une version expurgée du journal qui met l'accent sur les anecdotes biographiques secondaires relatées par Fountaine au détriment des aspects naturalistes et scientifiques de ses découvertes.

## Publications
- 1897 : Notes on the butterflies of Sicily, The Entomologist, 30: 4–11.
- 1898 : Two seasons among the butterflies of Hungary and Austria, The Entomologist, 31: 281–289.
- 1902 : Butterfly hunting in Greece in the year 1900. Entomologist's Record and Journal of Variation 14: 29–35, 54–57.
- 1902 : A few notes on some of the butterflies of Syria and Palestine, The Entomologist, 35: 60–63, 97–101.
- 1904 : A “Butterfly Summer” in Asia Minor, The Entomologist, 37: 79–84, 105–108, 135–137, 157–159, 184–186.
- 1907 : A few notes on some of the Corsican butterflies, The Entomologist, 40: 100–103.
- 1911 : An autumn morning in the Alleghany Mountains, The Entomologist, 44: 14–15.
- 1911 : IV. Descriptions of some hitherto unknown, or little known, larvae and pupae of South African Rhopalocera, with notes on their life-histories. Transactions of the Royal Entomological Society of London 59(1): 48–61.
- 1911 : Note on the roosting habits of Heliconia charitonia, The Entomologist, 44(583): 403–404): 403–404.
- 1911 : Remarkable aberration of Terias elathea, The Entomologist, 44(575): 153–154.
- 1913 : Five month's butterfly collecting in Costa Rica in the summer of 1911, The Entomologist, 46(601, 602): 189–195, 214–219.
- 1915 : XIV. Notes on the life history of Papilio demolion, Cram. Transactions of the Royal Entomological Society of London 62(3‐4): 456–458.
- 1917 : A list of butterflies taken in the neighbourhood of Los Angeles, California, The Entomologist, 50: 154–156.
- 1921 : Pyrameis gonerilla in New Zealand, The Entomologist, 54: 238–239
- 1925–1926 : Amongst the Rhopalocera of the Philippines, The Entomologist, 58–59: 235–239, 263–265 (1925); 9–11, 31–34, 53–57 (1926).
- 1938 : Rapid development of a tropical butterfly, The Entomologist, 71: 90